# Martin Walker
Pour les articles homonymes, voir Walker.
Martin Walker, né en Écosse en 1947, est un journaliste, essayiste et écrivain britannique, auteur de plusieurs romans policiers.
Il est président du Global Business Policy Council (GBPC), un think tank pour décideurs. Il en est membre depuis 1997 et en a été nommé directeur le 25 janvier 2007.

## Biographie
Martin Walker fait ses études secondaires à la Harrow County School for Boys (un lycée au nord-ouest de Londres), puis des études d’histoire au Balliol College d’Oxford. À l’université Harvard, il étudie les relations internationales et l’économie. 
Avant d'être engagé à l'United Press International (UPI) en 2000, il passe vingt-cinq ans au journal londonien The Guardian, occupant divers postes, tels que chef du bureau de Washington ou de Moscou, rédacteur pour l'Europe ou assistant rédacteur.
À l'UPI, il est surtout correspondant à l'étranger. Lorsqu'il quitte UPI, il en reste l'un des rédacteurs en chef à titre honorifique.
Il occupe aussi d'autres positions telles que chercheur au Woodrow Wilson International Center for Scholars à Washington, chargé de recherche du World Policy Institute à la New School for Social Research à New York, et rédacteur pour la section opinions du Los Angeles Times et pour Europe magazine. Walker est de plus un commentateur régulier sur CNN et sur NPR, ainsi qu'un collaborateur pour Inside Washington.
Martin Walker vit à Washington et au Bugue, dans le Périgord, avec sa femme et leurs deux filles.

## Œuvres

### Essais
Walker a publié de nombreux essais, notamment Waking Giant: Gorbachev and Perestroika, The Cold War: A History, Clinton: The President They Deserve et America Reborn.
- Daily Sketches, Londres, Muller Edition, 1978 (ISBN 0-584-10341-7)
- Powers of the Press, Londres, Quartet Books, 1982 (ISBN 0-7043-2271-4)
- Martin Walker's Russia: Dispatches from The Guardian Correspondent in Moscow, Londres, Abacus, 1989 (ISBN 0-349-10042-X)
- The Cold War. A History, New York, Holt, 1994 (ISBN 0-8050-3190-1)
- Clinton, The crve, Londres, Fourth Estate Books, 1996 (ISBN 1-85702-415-X)
- Makers of the American Century, Londres, Vintage Press, 2001 (ISBN 0-09-927622-4)
- George Bernard Shaw, Pygmalion, Notes, Londres, York Press, 2003 (ISBN 0-582-77270-2)
- William Shakespeare, « Julius Caesar », Londres, York Press, 2003 (ISBN 0-582-77269-9)

### Série policièreUne enquête de Bruno Courrèges
À partir de 2008, il est en outre l'auteur de la série policière Une enquête de Bruno Courrèges (en anglais : Bruno, Chief of Police) qui se déroule dans le Périgord, où l'écrivain possède une maison de campagne, au Bugue.
La série est construite autour d'un policier municipal aux méthodes peu conventionnelles, Benoît Courrèges dit « Bruno », un cuisinier amateur, précédemment soldat qui fut blessé lors d'une mission de paix dans les Balkans, qui ne porte jamais son arme de service et a « depuis longtemps perdu la clef de ses menottes. »
Le premier livre de la série paraît en 2008 au Royaume-Uni (Quercus), au Canada (HarperCollins) et aux États-Unis (Knopf). Le deuxième The Dark Vineyard est publié en 2009. Viennent ensuite Black Diamond (2010), The Crowded Grave (2011), puis la nouvelle Bruno and the Carol Singers en 2012, tout comme le roman The Devil's Cave, et The Resistance Man en 2013,
Les trois premiers titres, traduits en français, paraissent aux éditions du Masque : Meurtre en Périgord en 2012, Sombres Vendanges en 2013, et Noirs Diamants en 2014.

#### Romans
1. Bruno, Chief of Police, 2008
2. The Dark Vineyard, 2009.
3. Black Diamond, 2010.
4. The Crowded Grave, 2011.
5. The Devil's Cave, 2012.
6. The Resistance Man, 2013.
7. Children of War, 2014.
8. The Dying Season, 2015.
9. Fatal Pursuit, 2016.
10. The Templars’ Last Secret, 2017.
11. A Taste for Vengeance, 2018.
12. A Body in the Castle Well, 2019.
13. The Shooting at Chateau Rock, 2020.
14. The Coldest Case, 2021.
15. To Kill a Troubadour, 2022.
16. A Chateau Under Siege, 2023.
17. A Grave in the Woods, 2024.
18. An Enemy in the Village, 2025.

#### Nouvelles
- Bruno and the Carol Singers, 2012.
- A Market Tale, 2014.
- The Chocolate War, 2018.
- A Birthday Lunch, 2019.
- Bruno’s Challenge and Other Stories of the French Countryside (recueil de nouvelles), 2021.

### Autres romans
- The Infiltrator, 1978.
- A Mercenary Calling, 1980.
- The Money Soldiers, 1980.
- The Caves of Perigord, 2002.

## Prix et nominations

### Nomination
- Prix Barry 2009 du meilleur roman britannique pour Bruno, Chief of Police[11]